# Friedehorst Park
Le Friedehorst Park, également connu sous le nom de Lehnhof Park, est un parc d'environ 9 ha situé dans le quartier de Burglesum à Brême dans le land de Brême, à la frontière avec la Basse-Saxe. À 33 m d'altitude, il constitue le point culminant naturel du land de la ville libre hanséatique. Ce parc accessible au public est la propriété de la Fondation Friedehorst,.

## Géographie

### Situation
Le Friedehorstpark est situé à Saint Magnus, un quartier de Burglesum. Il est limitrophe de l'arrondissement d'Osterholz en Basse-Saxe, à l'est du village de Platjenwerbe, qui appartient à la municipalité de Ritterhude, et au nord et à l'ouest de Löhnhorst, un village de la municipalité de Schwanewede.

### Points culminants de Brême
La plus haute altitude naturelle du land de Brême est de 33 m, dans le Friedehorst Park. Cependant, le sommet de la décharge située dans la localité Hohweg du quartier de Walle à Brême, dépasse l'altitude du parc : selon les sources, il se situe entre 42 m et 49 m.

## Histoire
Le Friedehorstpark a été aménagé dans un style paysager autour de la propriété Lehnhof du consul général, banquier et sénateur Johannes Theodor Lürman (1816-1889) vers 1875, vraisemblablement par Wilhelm Benque, le créateur du Bürgerpark de Brême. Le manoir a été construit en 1857 dans le style chalet, et remplacé en 1904 par un nouveau bâtiment de style néo-baroque, qui a été démoli dans les années 1930. À l'origine, le parc était plus grand qu'aujourd'hui, soit environ 17 ha. La Fondation Friedehorst, avec ses installations, borde le parc à l'est. Le domaine Lehnhof a été construit en 1950-1951 à l'ouest du parc.

## Protection environnementale
Le Friedehorstpark et le Lehnhofsiedlung, adjacents à l'ouest, sont situés dans la zone de conservation du paysage de Brême de 1968 (CDDA no 378515), qui a été créée en 1968 et couvre une superficie de 33 km2.